# Vanity Fair (czasopismo)

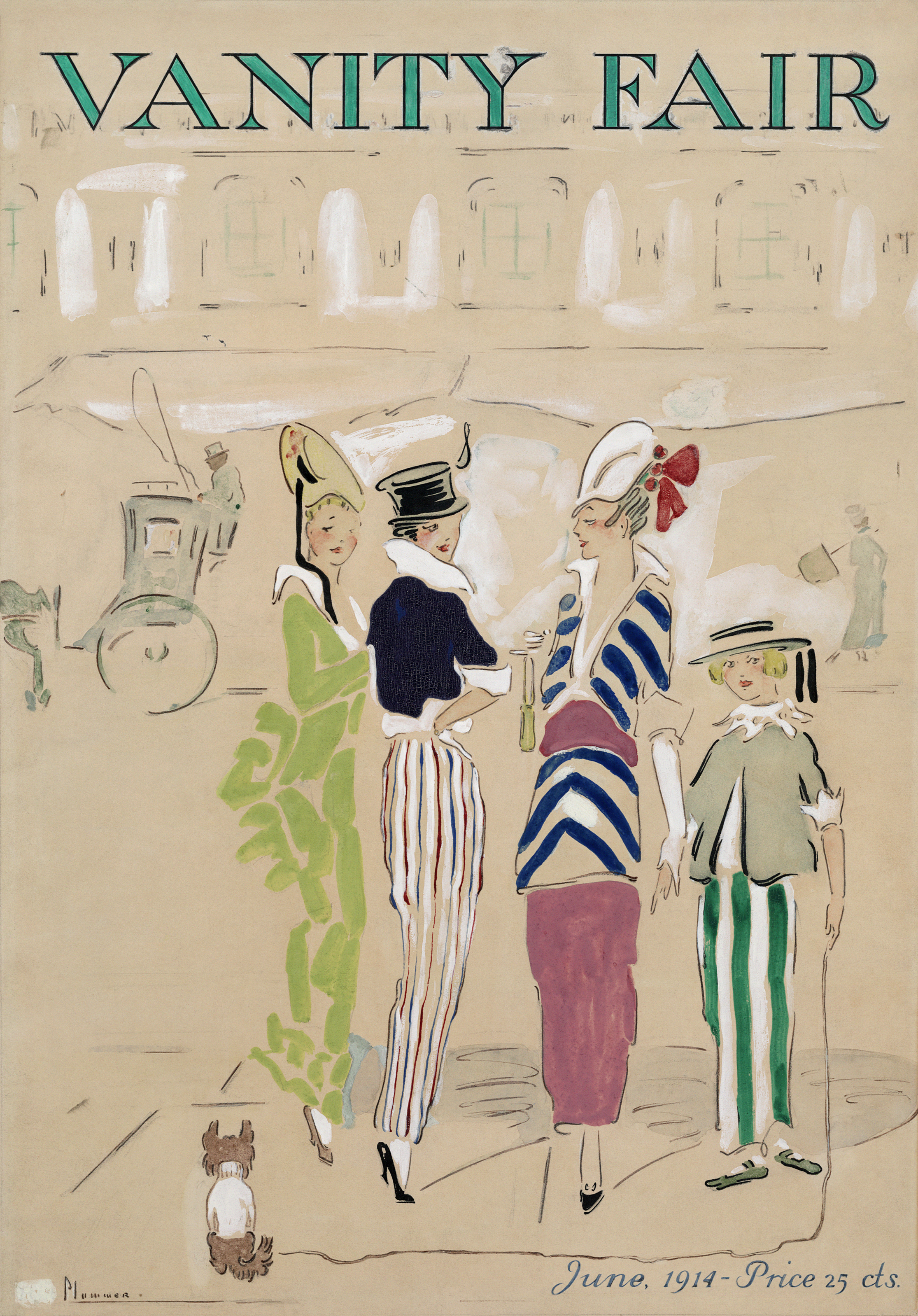
Okładka magazynu z czerwca 1914

Vanity Fair – amerykańskie czasopismo poświęcone kulturze, polityce, życiu gwiazd i modzie, wydawane przez Condé Nast Publications. Nazwę pisma tłumaczy się jako „targowisko próżności”.
„Vanity Fair”, obok wersji amerykańskiej i bliźniaczo podobnej edycji brytyjskiej, ma swoje wydania także we Francji, Włoszech i Hiszpanii.
Do 2009 roku istniała również edycja niemiecka, zamknięta przez wydawcę ze względu na mało zadowalające przychody ze sprzedaży reklam.
Obecne „Vanity Fair” jest na rynku od roku 1983, ale historia pisma sięga roku 1913. Wtedy amerykański wydawca Conde Nast zakupił do tworzonego portfolio czasopismo poświęcone modzie męskiej „Dress” i zaczął je wydawać pod zmienioną nazwą „Dress and Vanity Fair”.
Już w 1914 roku z nazwy wypadło słowo „dress”.
Magazyn osiągnął sporą popularność pod kierownictwem Franka Crowninshielda, który w 1919 roku dostał do pomocy Roberta Benchleya.
W tym okresie z pismem związani byli Dorothy Parker, Robert E. Sherwood, Aldous Huxley, T.S. Eliot, Ferenc Molnár i Gertrude Stein.
Już w 1925 roku pismo nazywane „kroniką kulturalną amerykańskiego establishmentu” śmiało mogło konkurować z „The New Yorkerem”.
W międzyczasie z pismem zdążyli związać się Thomas Wolfe, T.S. Eliot, P.G. Wodehouse, Edward Steichen oraz Claire Boothe Luce.
Mimo sporego powodzenia, pismo padło ofiarą Wielkiego Kryzysu i w ramach oszczędności od marca 1936 roku zostało włączone do innego sławnego pisma należącego do Condé Nasta – „Vogue”.
W czerwcu 1981 roku nowy właściciel wydawnictwa Condé Nast – S.I. Newhouse – poinformował, że zamierza przywrócić do życia „Vanity Fair”.
Pierwszy numer ukazał się w lutym 1983 roku. Szefem pisma był Richard Locke. Po wydaniu trzech numerów zastąpiony został przez Leo Lermana, ten z kolei w 1984 roku przez Tinę Brown.
Nowa redaktor naczelna kontynuowała literackie tradycje pisma – zatrudniając Dominicka Dunne’a czy publikując Williama Styron’a, ale również kładła nacisk na wizualną stronę magazynu – nawiązując stałą współpracę z samym Helmutem Newtonem.
W 1992 roku, redaktorem naczelnym „Vanity Fair” został Graydon Carter, który przeszedł na emeryturę w 2017 roku po 25 latach pełnienia tej roli.
Carter kontynuował zasadniczo linię Tiny Brown.
W piśmie publikują znani pisarze: Sebastian Junger, Michael Wolff, Christopher Hitchens, Dominick Dunne, Vicky Ward oraz Maureen Orth.
Jednak to współpraca z najwybitniejszymi fotografami nadaje pismu rozgłos i czyni je wyjątkowym.
Z pismem współpracują: Annie Leibovitz, Bruce Weber, Mario Testino, Herb Ritts, Snowdon, David LaChapelle i wielu innych.
Obecnie piątą redaktorką naczelną magazynu Vanity Fair,  jest Radhika Jones.
Prócz wzbudzających kontrowersje zdjęć, pismo publikuje odbijające się szerokim echem artykuły; jeden z najważniejszych dotyczył ujawnienia tożsamości informatora znanego dotychczas jako Głębokie Gardło, którego działalność doprowadziła ostatecznie do ujawnienia przez dziennikarzy „The Washington Post” afery Watergate.
Na łamach magazynu Teri Hatcher ujawniła, że była wykorzystywana seksualnie jako dziecko, Jennifer Aniston po raz pierwszy opowiadała o rozwodzie z Bradem Pittem, Tom Cruise pokazał swoją córkę Suri (na zdjęciach Annie Leibovitz), a Lindsay Lohan przyznała się do brania narkotyków.